# Guadalupe Segundo Fracción Primera
Guadalupe Segundo Fracción Primera är en ort i Mexiko.   Den ligger i kommunen Huimilpan och delstaten Querétaro Arteaga, i den centrala delen av landet, 170 km nordväst om huvudstaden Mexico City. Guadalupe Segundo Fracción Primera ligger 2 206 meter över havet och antalet invånare är 123.
Terrängen runt Guadalupe Segundo Fracción Primera är lite kuperad. Runt Guadalupe Segundo Fracción Primera är det ganska tätbefolkat, med 179 invånare per kvadratkilometer. Närmaste större samhälle är Santiago de Querétaro, 18,9 km nordväst om Guadalupe Segundo Fracción Primera. Trakten runt Guadalupe Segundo Fracción Primera består till största delen av jordbruksmark.